# The House of the Dead (série de jeux vidéo)
Pour les articles homonymes, voir House of the Dead.
The House of the Dead est une série de jeux vidéo d'horreur de Sega issue de la franchise du même nom et initiée en 1996.

## Liste de jeux

### Série principale
- 1996 : The House of the Dead
  - 1998 : The House of the Dead Taikenban
- 1998 : The House of the Dead 2
- 2002 : The House of the Dead III
- 2005 : The House of the Dead 4
  - 2006 : The House of the Dead 4 Special
- 2018 : The House of the Dead: Scarlet Dawn

### Jeux dérivés
- 1999 : The Typing of the Dead
  - 2002 : The Typing of the Dead 2003
  - 2004 : The Typing of the Dead 2004
  - 2004 : The Typing of the Dead: Zombie Panic
  - 2006 : The Typing of the Dead Syōkai
  - 2007 : The Typing of the Dead for Mac
  - 2008 : The Typing of the Dead 2
  - 2010 : The Typing of the Dead featuring Minna no Shūshoku Katsudō Nikki
  - 2010 : The Typing of the Dead featuring Raku-Ten Minna no Shūshoku Katsudō Nikki
  - 2012 : The Typing of the Dead EX
  - 2013 : The Typing of The Dead: Overkill
- 1999 : Zombie Revenge
- 2002 : The Pinball of the Dead
- 2009 : The House of the Dead: Overkill

### Compilations
- 1998 : Virtua Cop Special Pack
- 2008 : The House of the Dead 2 and 3 Return
- 2012 : The House of the Dead Bundle Pack

## Adaptations en film
- 2003 : House of the Dead d'Uwe Boll
- 2005 : House of the Dead 2 de Michael Hurst
- 2006 : Dead and Deader de Patrick Dinhut